# Xanthopleura
Xanthopleura is een geslacht van vlinders van de familie spinneruilen (Erebidae), uit de onderfamilie Arctiinae.

## Soorten
- X. flavocincta Guérin-Meneville, 1843
- X. perspicua Walker, 1856
- X. trotschi Druce, 1884